# Atheta caprariensis
O Atheta caprariensis ou Notothecta caprariensis (Israelson, 1985) é uma espécie de besouro, pertencente à família das aranhas-lobo (Lycosidae), conhecido como Rove beetle nos Estados Unidos. Com base na pequena distribuição geográfica da espécie com apenas uma localização e declínio contínuo de sua área e qualidade de habitat, ela é avaliada como Criticamente em Perigo.
É um predador noturno que vive sob a casca de árvores nativas e exóticas e no solo, uma espécie endêmica restrita à Ilha de São Miguel, nos Açores, em Portugal, no Parque Natural das Furnas (Borges et al. 2010). É considerada uma espécie rara, com extensão de ocorrência (EOO = 8 km²) e área de ocupação (AOO = 8 km²) muito pequenas. A redução contínua do número de indivíduos adultos se deve a grandes mudanças em seu habitat natural ao longo dos últimos 50 anos, principalmente a destruição da área natural pelas incorporação a áreas urbanas, plantações extensivas de Cryptomeria japonica e criação de pastagens. Também é fator de ameaça à espécie e de mudança de seu habitat a propagação descontrolada da planta invasora Hedychium gardnerianum, que diminui a cobertura natural de briófitas e afeta o solo do habitat do Atheta caprariensis.
A espécie não é protegida por lei regional. A localização dos espécimes observados podem ser visto no link.